# Léonard Kweuke
Léonard Kweuke (ur. 12 lipca 1987 w Jaunde) – kameruński piłkarz występujący na pozycji napastnika. 
W reprezentacji Kamerunu grał w latach 2011–2015.